# Enix
Enix és una localitat de la província d'Almeria, Andalusia. L'any 2006 tenia 335 habitants. La seva extensió superficial és de 67 km² i té una densitat de 5 hab/km². Les seves coordenades geogràfiques són 36° 52′ N, 2° 36′ O. Està situada a una altitud de 723 metres i a 25 quilòmetres de la capital de la província, Almeria.

## Demografia
| 1996 | 1998 | 1999 | 2000 | 2001 | 2002 | 2003 | 2004 | 2005 | 2006 |
| ---- | ---- | ---- | ---- | ---- | ---- | ---- | ---- | ---- | ---- |
| 223  | 232  | 284  | 289  | 283  | 281  | 302  | 315  | 322  | 335  |